# إد ليونز
إد ليونز (بالإنجليزية: Ed Lyons)‏ هو لاعب كرة قاعدة أمريكي، ولد في 12 مايو 1923 في وينستون-سالم في الولايات المتحدة، وتوفي بنفس المكان في 25 يناير 2009.